# Dorfkirche Seegrehna

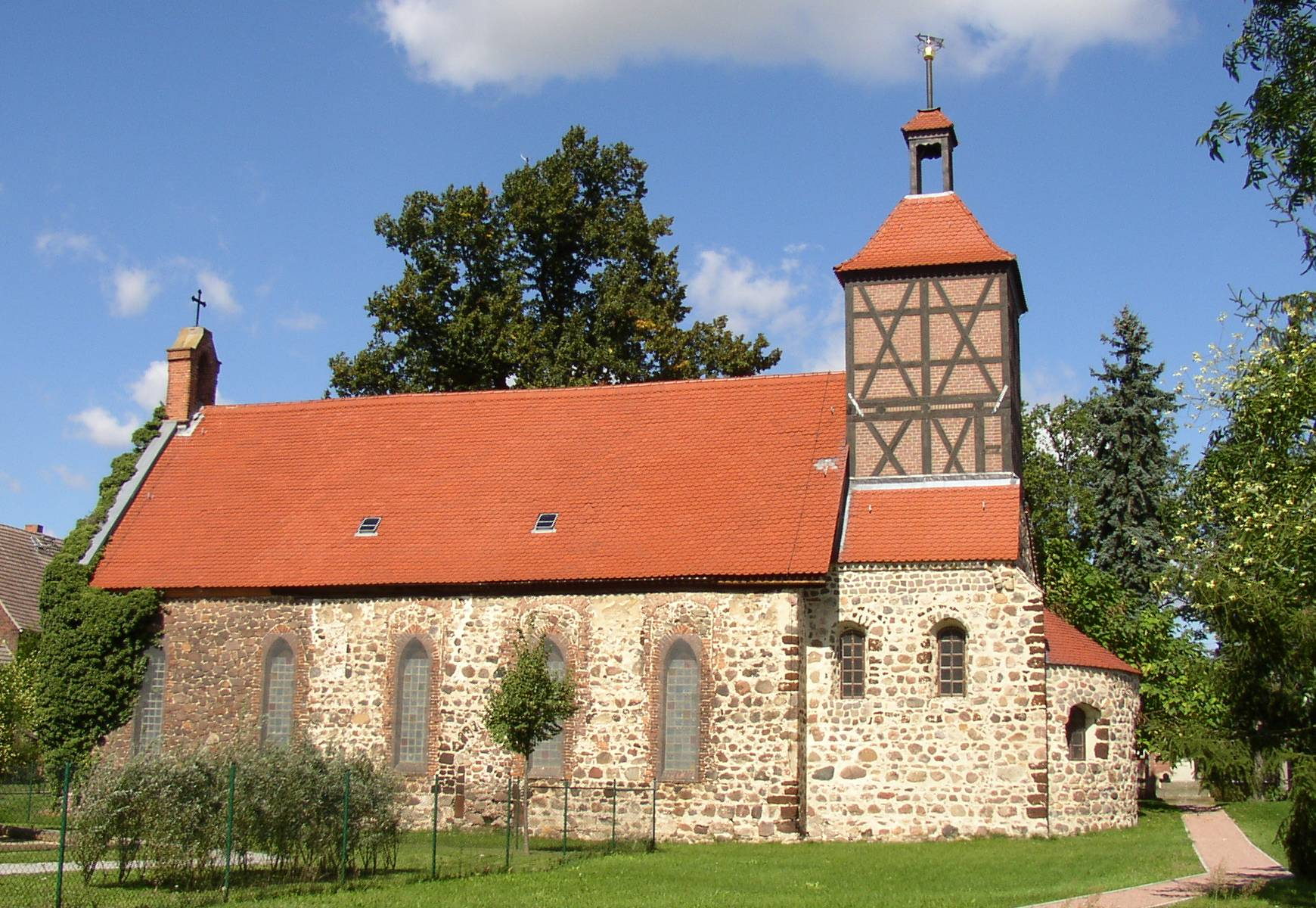
Dorfkirche Seegrehna

Die evangelische Dorfkirche Seegrehna ist eine im Kern romanische Saalkirche im Ortsteil Seegrehna von Lutherstadt Wittenberg im Landkreis Wittenberg in Sachsen-Anhalt. Sie gehört zum Pfarrbereich Pratau im Kirchenkreis Wittenberg der Evangelischen Kirche in Mitteldeutschland (EKMD).

## Geschichte und Architektur
Das im Ursprung romanische Bauwerk aus Feld- und Raseneisenstein aus der ersten Hälfte des 13. Jahrhunderts ist eine Saalkirche mit eingezogenem Chor und Apsis. An der Chornordseite ist eine romanische Priesterpforte, das Nordportal zum Schiff ist vermauert. Im Jahr 1650 erfolgte nach Zerstörung des Bauwerks im Dreißigjährigen Krieg eine veränderte Wiederherstellung; dabei wurde ein Fachwerkturmaufsatz mit reichem Schmuck aus Rauten und Andreaskreuzen über dem Chor erbaut. Im Jahr 1738 erfolgte eine barocke Erneuerung mit einer nicht erhaltenen Putzfassung, im Jahr 1860 eine Erweiterung des Schiffs nach Westen, eine Gotisierung der Fenster und ein Aufbau des Glockengiebels.
Im Innern ist das Bauwerk als flachgedeckte Saalkirche mit Triumphbogen ausgeführt und enthält eine schlichte Barockausstattung mit Hufeisenempore im Schiff sowie mit Seitenemporen; Herrschafts- und Pfarrgestühl sind im Chor eingebaut. An der Bretterdecke sind in drei Medaillons die Ölbergszene, die Verklärung und die Auferstehung Christi dargestellt. Mit den Jahreszahlen 1730, 1732, und 1736 datiert, werden diese Werke Michael Adolf Siebenhaar zugeschrieben und wurden im 19. Jahrhundert zum Teil übermalt.
Eine Renovierung erfolgte in den Jahren nach 1992, dabei wurden der Turm neu ausgebaut, das Dach neu gedeckt sowie die Innenausstattung renoviert.

## Ausstattung
Das Hauptstück der Ausstattung ist ein Retabel von 1655 mit einer Abendmahlsdarstellung; gleichzeitig entstand die achteckige Kanzel mit gemalten Darstellungen Christi und der Evangelisten. Der kelchförmige polygonale Taufstein ist ein Werk der Spätgotik. Ein bemaltes Sandsteinepitaph aus dem Jahr 1714 erinnert an Michael Froschus, ein weiteres Epitaph für Funcken stammt aus dem Jahr 1738. Auf dem Kirchhof sind zwei barocke Inschriftgrabsteine für Rittergutsbesitzer Ernst Gottlieb Wisigk und Ehefrau († 1757 und † 1779) sowie weitere klassizistische Postamente und Urnen vom Anfang des 19. Jahrhunderts aufgestellt.
Die Orgel ist ein Werk von Orgelbauer Carl Rudolf August Venzky (Bitterfeld) aus dem Jahr 1797/98 und wurde nach Dispositionsänderungen um 1860 im Jahr 2000 durch Rainer Wolter teilweise auf den Ursprungszustand zurückgeführt.